# Drobnići
Drobnići (cyr. Дробнићи) – wieś w Bośni i Hercegowinie, w Republice Serbskiej, w gminie Rogatica. W 2013 roku liczyła 77 mieszkańców.